# 江口繁

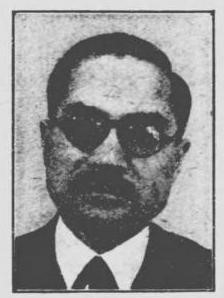
江口繁

江口 繁（えぐち しげる、1899年12月6日 - 1971年9月19日）は、日本の弁護士、政治家。衆議院議員（1期）。

## 経歴
佐賀県出身。1920年中央大学法律科卒。弁護士と弁理士の業務に従事する。福岡精華女学校(現・精華女子高等学校)を経営し、福岡市議、同参事会員、福岡県議、福岡県弁護士会長、帝国弁護士会理事、大日本弁護士会常任理事、皇教塾、大憲塾塾頭、九州椎茸輸出協同組合理事長を務める。
1937年の第20回衆議院議員総選挙では福岡1区(当時)から立憲民政党公認で立候補して落選。1942年の第21回衆議院議員総選挙では翼賛政治体制協議会の推薦を受けて当選する。戦後は日本進歩党に入ったが、推薦議員のため公職追放となった。1951年追放解除。のちに中央大学理事、西日本短期大学学長となった。1971年死去。